# Nyssia incisarius
Nyssia incisarius là một loài bướm đêm trong họ Geometridae.